# Vinho da Madeira
O vinho da Madeira, ou simplesmente vinho Madeira, é um vinho fortificado, com elevado teor alcoólico, produzido nas encostas e adegas da Região Demarcada da Ilha da Madeira. É o produto principal da economia da Região Autônoma da Madeira e um símbolo da Madeira em todo o mundo.

## História
A produção de vinho da Madeira remonta quase à época da descoberta da ilha (1419). As primeiras castas foram introduzidas sob ordens do Infante D. Henrique, e foram importadas de Cândia (capital de Creta, na Grécia). Mais tarde foram introduzidas outras castas, como a Tinta Negra, a Sercial, a Boal, a Verdelho e a Malvasia. Estas últimas quatro produzem vinhos de qualidade superior, em função das condições climáticas e da composição dos solos.
A produção de vinho foi estimulada pela necessidade de abastecer os navios nas rotas do Atlântico para o Novo Mundo e para a Índia, e pela presença dos ingleses na ilha, que fizeram com que o vinho fosse conhecido em toda a Europa e América.
Foi com vinho da Madeira que em 4 de julho de 1776 se brindou à independência dos Estados Unidos da América, provavelmente porque era o vinho de eleição do estadista Thomas Jefferson.[carece de fontes?]. É nessa mesma altura que aparecem as primeiras referências ao vinho madeira enquanto ingrediente em livros de cozinha britânicos e americanos.

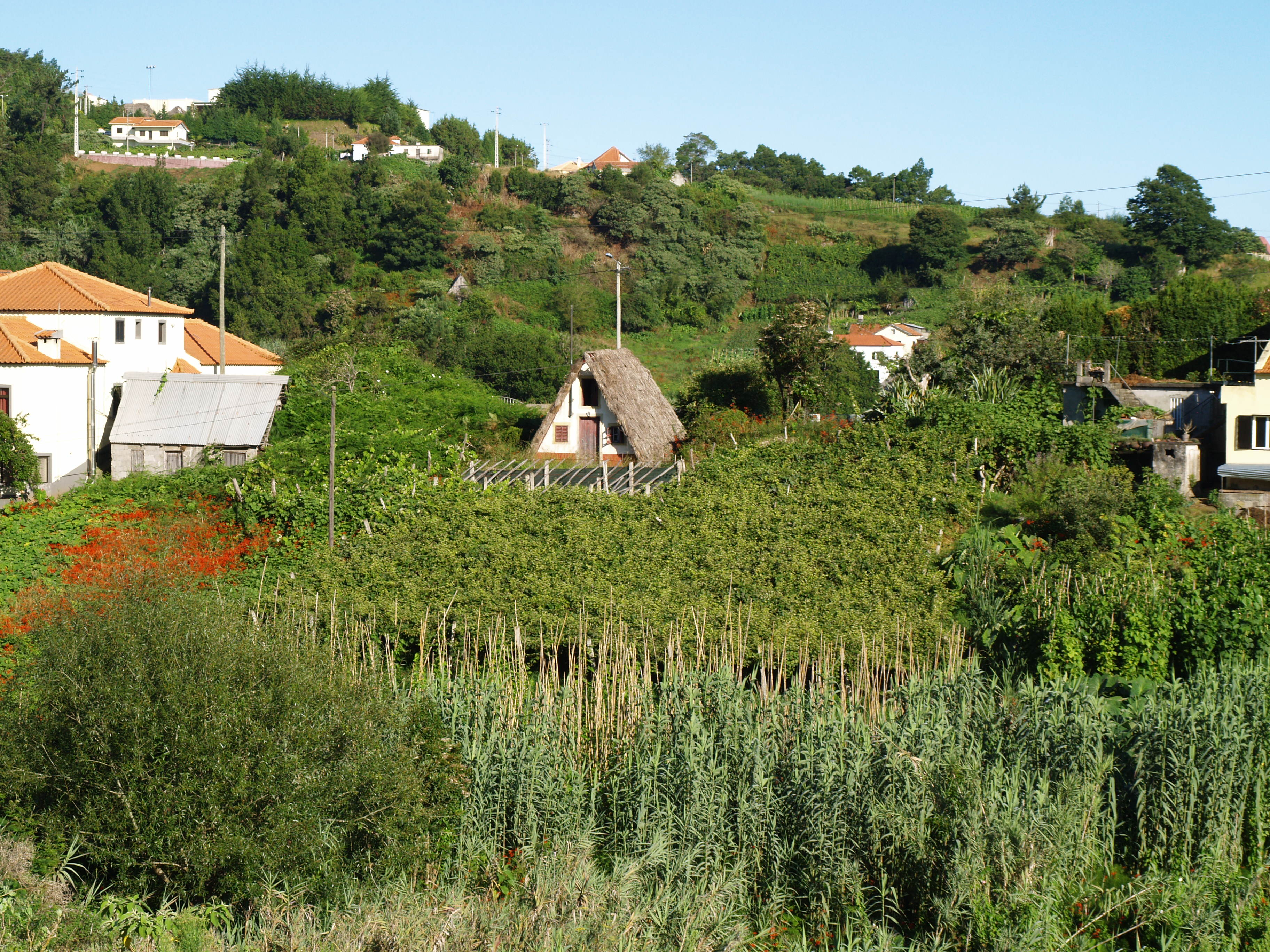
Vinha entre outras culturas próximo de Santana, na Madeira.

O Madeira conheceu períodos de grande projecção internacional interpolados de situações de crise. Os períodos de crise mais sérios foram provocados pelo aparecimento de doenças que dizimaram os vinhedos (oídio em 1852, e a filoxera em 1872), bem como falta de qualidade (aparecimento da "estufa" e dos híbridos produtores directos). Hoje, com as técnicas modernas de vitivinicultura, transporte, divulgação e comercialização, recuperou a credibilidade e a aceitação no mercado internacional.

## Importância
Presentemente a Ilha da Madeira produz e exporta cerca de 4 000 000 de litros de vinho generoso da Madeira de alta qualidade, mundialmente reconhecida, que representavam, em 1999, 43% das exportações e saídas, das principais mercadorias madeirenses distribuídos essencialmente pelos seguintes produtores: Madeira Wine Company, S.A., Vinhos Justino Henriques, Filhos, Lda., H. M. Borges, Sucrs, Lda., Henriques & Henriques, Vinhos, S.A., Artur de Barros e Sousa, Lda., Pereira d’Oliveira (Vinhos), Lda., Vinhos Barbeito (Madeira), Lda. e Madeira Vintners - CAF, CRL.
Este é o produto agroindustrial de maior peso na economia regional.[carece de fontes?]

## Principais castas
A produção de Vinho Madeira feita a partir da casta Tinta Negra representa cerca de 90% do total, sendo os restantes 10%, o Sercial, o Verdelho, o Boal e o Malvasia, destinados a vinhos finos, em geral destinados ao envelhecimento em canteiro (envelhecimento natural em casco sem recurso à estufa), e mais tarde comercializados por melhores preços. O Sercial que terá de ser seco, o Verdelho meio seco, o Boal meio doce e o Malvasia doce, quando comercializados com o designativo da casta, têm de corresponder ao conteúdo, ou seja são monovarietais.

## Produção

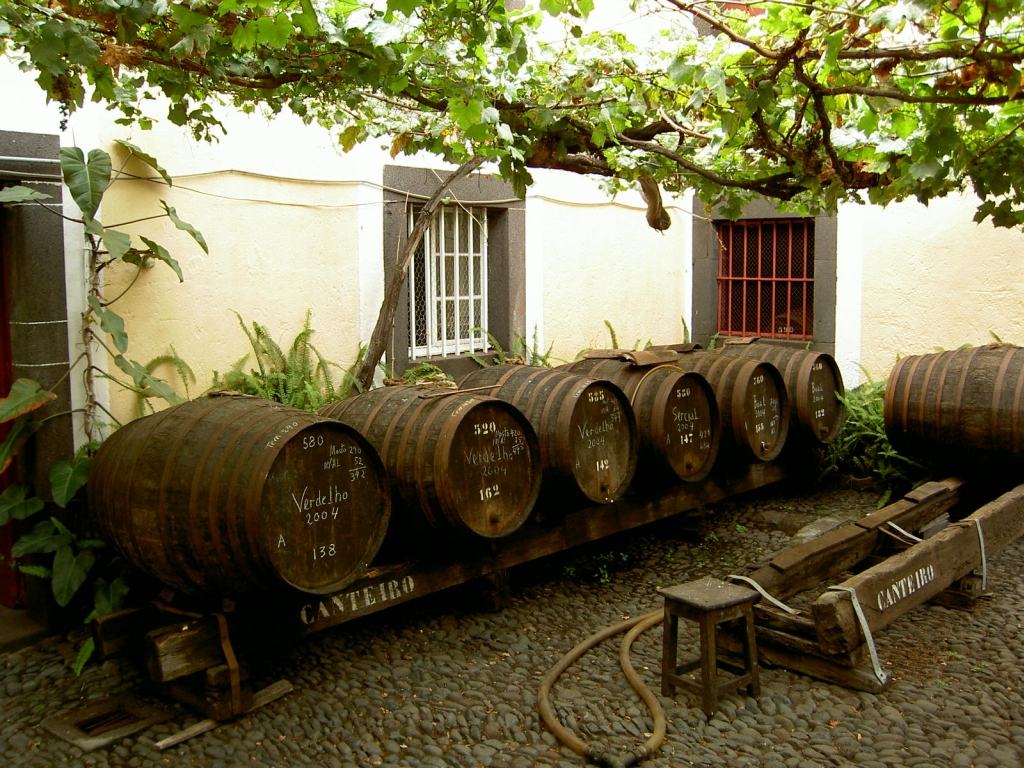
Barris de Madeira em estágio natural ao sol. ABeS.

O grosso da produção, 90%, é no geral submetido à estufagem. É conhecido desde a antiguidade o efeito benéfico do calor no envelhecimento dos vinhos. Os gregos e romanos já o usavam, e, na época das grandes viagens marítimas dos portugueses, rapidamente se constatou que os vinhos da Madeira embarcados nos porões dos navios, mercê das altas temperaturas dos trópicos, regressavam claramente melhorados. Daí à tentativa de artificialmente produzir o mesmo efeito foi um passo, surgindo no século XVIII vários engenhos que se destinavam a consegui-lo, uns por aquecimento directo, outros pela circulação de ar quente e posteriormente pela utilização de vapor de água que circulava em serpentinas de cobre que mergulhavam no vinho.
As técnicas foram evoluindo e presentemente as estufas são construídas em aço inoxidável, com camisas de transmissão de calor, isotérmicas, poupando energia, e quase não havendo choque térmico, dado que o líquido que circula nas camisas é água a cerca de 70 °C. Assim, o vinho que é aquecido com suavidade, permanece ao abrigo do ar (ambiente redutor) a cerca de 50 °C, durante noventa dias, findos os quais inicia um período de estágio de outros noventa dias à temperatura ambiente. Durante este tempo, mercê de oxidações e reduções sucessivas, o vinho adquire aroma e paladar e muda também de cor, perdendo densidade cromática e adquirindo laivos acastanhados ou amarelados, de várias tonalidades, que caracteriza o Vinho da Madeira novo. A partir daqui, o vinho está apto a ser comercializado.
Estes vinhos são comercializados apenas com a designação de "Madeira". A eventual elucidação do tipo de vinho ao consumidor é efectuada pelos designativos, seco, meio seco, meio doce e doce, correspondendo respectivamente aos graus Baumé: <1.5, de 1.5 a 2.5, de 2.5 a 3.5 e >3.5.

## Fortificação
Todos estes vinhos apresentam uma graduação alcoólica que varia de 17 a 22% em volume, e um teor de açúcar compreendido entre 0 e cerca de 150 gr/L. Este açúcar residual é o resultado da interrupção da fermentação alcoólica, por adição de álcool vínico com o mínimo de 96%, em momentos diferentes da fermentação alcoólica, consoante se necessite de vinhos secos ou doces.

## Produção: vindima e vinificação
Entre meados de agosto e meados de outubro, realizam-se as vindimas na Madeira. O ponto mais alto é marcado pela Festa do Vinho, realizada em setembro. O mosto resultante nas adegas é sujeito a fermentação interrompida por adição de álcool vínico no momento em que atinge o nível de doçura pretendido.
O sistema de vinificação tradicional do Vinho da Madeira é a bica aberta, praticando-se, na maioria dos casos, a prensagem directa das uvas. Contudo, algumas empresas já dispõem de equipamento que lhes permite fazer vinificações com curtimenta, a que recorrem quando pretendem fazer vinhos, que preveem ficar muitos anos em casco, pois dão vinhos melhor estruturados e de maior longevidade.
Em 2011, segundo os dados do IVBAM (Instituto do Vinho, Bordado e do Artesanato da Madeira), 62% do total de uvas recolhidas na RAM para a produção do Vinho Madeira, tiveram a sua origem no concelho de Câmara de Lobos, com destaque para a freguesia do Estreito de Câmara de Lobos que representa cerca 88% dessa mesma produção.

## Estabilidade
Como outros vinhos naturais, o Vinho Madeira tem tendência a formar depósito com a idade. São precipitações de natureza tartárica (cristais de bitartarato no fundo da garrafa), proteica (precipitados amorfos que nunca depositam) ou corante (formam precipitados abundantes e/ou peliculares). Está, neste último caso, a casse hidrolásica, que leva muitas pessoas a rejeitarem o seu consumo. Modernamente, quase todas as empresas procedem à ultrarrefrigeração (arrefecimento a temperaturas muito perto do ponto de congelação e filtragem a baixa temperatura) antes do engarrafamento. No entanto, existem, no mercado, vinhos engarrafados há muito tempo (a estabilidade é sempre temporária), de produção artesanal, ou opção técnica dos "puristas", que sofrerão depósitos ao longo do tempo. Nestes casos, há que proceder cuidadosamente à decantação do líquido sobrenadante, não havendo restrições ao seu consumo.

## Consumo
O Vinho da Madeira é principalmente consumido como aperitivo e digestivo, podendo ser encontrado nas seguintes categorias: Corrente, Madeira sem adjectivação, Reserva, Old ou cinco anos, Reserva Velha, Very Old ou dez anos, quinze anos, vinte anos, trinta anos e quarenta anos, para além de outros com indicação da data de colheita.
Tratando-se de um vinho fortificado, a temperatura de serviço para o Vinho da Madeira é um elemento muito importante. A uma temperatura elevada, apenas se revelam os aromas provenientes do álcool e nem todos os aromas característicos do vinho são revelados. Devem, sempre, ser tidos, em conta, os conselhos dos produtores, regra geral presentes nos contrarrótulos. De uma maneira geral, as temperaturas de serviço mais apropriadas dependem principalmente do seu grau de doçura, idade e da casta ou das castas que lhe deram origem. Geralmente, recomenda-se servir a uma temperatura entre os 13 e os 14 ºC para os vinhos mais novos enquanto os vinhos mais velhos, dada a sua maior complexidade, deverão ser servidos a uma temperatura que varie entre os 15 e os 16 °C.
O copo ideal para Vinho Madeira deverá ter uma taça mais aberta junto ao pé, tornando-se mais fechada no topo. Só assim o vinho terá maior espaço para demonstrar o seu buquê e concentrar, na abertura do copo, os seus aromas mais complexos e ricos. O copo deve estar cheio até um terço.

## Património Cultural Imaterial
No dia 11 de setembro 2024, a Universidade da Madeira anunciou oficialmente a intenção de coordenar a candidatura das tradições do vinho Madeira à Lista Representativa do Património Cultural Imaterial da Humanidade da UNESCO.